# Болоњски псалтир
Болоњски псалтир, познат и како Рамненски псалтир je средновековни псалтир, писан у селу Рамне, у близини Охрида, који се приписује битолском ракописном наследству, јер се у Битољу користио као богослужбена књига.
Написан је у периоду између 1230. и 1241. године. За потребе на цркви Охродске архиепископије Охридска књижевна школа, је све до XV века написала бројне богослужбене књиге. Велики број ракописса је пренет из Охрида у Болоњу, Москву, Софију, Београд, Загреб, Праг, и друге центре.
Овај значајан књижевни ракопис денас се чува у Августинском манастиру у Болоњи. Тамо се налази од почетка XVIII века, по коме и носи име. Рукопис садржи 264 пергаментних листова (270/200 мм). Книгу су написали книжевници Белослав, Јосиф и Тихота из села Рамне. Ракописи у то време обично су биле писани руком на пергаменту, и били су богато украшени орнаментима и позлатом. Болоњски псалтир се цени као један од најлепших старословенских ракописа XIII века. Редакција и правопис су карактеристични за Охридску книжевни школу.